# 백순철
백순철(白淳哲, 1958년 8월 22일 ~ 2011년 3월 1일)은 대한민국의 성우였다. 1982년 KBS 17기 공채 성우로 입사했다.

## 가족
- 아내 성우 류선
- 슬하 2남

## 학력
- 안양예술고등학교 (졸업)

## 사망
- 2011년 3월 1일 미국 캘리포니아주 로스앤젤레스 USC 대학병원에서 오후 12시 20분 전립선암으로 52세에 별세하였다.

## 출연 작품

### 애니메이션
- 백수왕 고라이온 (대교방송) - 코가네 아키라(케이스)
- 감바의 모험 (VIDEO) - 니간
- 공룡특공대 아이젠보그 (VIDEO) - 민수
- 기동전사 SD건담 OVA (VIDEO) - 아무로 레이
- 꽃의 전사 루루 (VIDEO) - 세르쥬
- 날아라 슈퍼보드 (KBS)
- 닌자 거북이 (VIDEO) - 라파엘
- 달타냥의 모험 (KBS) - 달타냥
- 당가도 에이스 (VIDEO) - 기철
- 드래곤 하프 (VIDEO) - 딕 소서
- 드래곤 퀘스트 (VIDEO) - 아벨
- 드래곤볼 (VIDEO) - 손오공 (청년기)
- 드래곤볼 Z : 100억 파워 전사들 (VIDEO) - 손오공, 버독
- 드래곤볼 Z : 손오공 아버지 최후의 결전 (VIDEO) - 손오공, 버독
- 드래곤 왕국 - 영웅전설 (VIDEO) - 세리오스 왕자
- 란마 ½ (VIDEO) - 제갈 요가
- 란마 ½ 스페셜 2편 (투니버스) - 제갈 요가
- 란마 ½ - 행복의 두루마리 (VIDEO) - 제갈 요가
- 러브히나 (애니원) - 코바야시 켄타로
- 러브히나 크리스마스 스페셜 (애니원) - 코바야시 켄타로
- 레가시엄 (VIDEO) - 파이롯
- 레이디 죠지 (VIDEO) - 아더
- 로도스도 전기 OVA (VIDEO) - 판
- 루팡 3세 칼리오스트로성의 비밀 (MBC) - 루팡
- 마징가 Z (VIDEO) - 카부지 코지
- 마이티 마우스 (VIDEO) - 마우스
- 만화잔치 (SBS)
- 미래용사 가이아스 (VIDEO) - 라이언
- 베르사이유의 장미 (KBS) - 앙드레 그랑디에
- 볼트론 특공대 (대교방송) - 케이스
- 빅토리 구슬동자 (SBS) - 타잔봉
- 빛돌이 우주 2만리 (SBS)
- 성전 (VIDEO) - 용왕 / 아수라왕
- 성투사 성시 (VIDEO) - 페가수스 세이야
- 수라왕 슈라토 (VIDEO) - 히다카 슈라토
- 슈퍼 빅쿠리맨 (VIDEO) - 비슈누 티키, 로진 후드
- 슬램덩크 (VIDEO) - 강백호
- 아벨탐험대 (VIDEO) - 아벨
- 아기공룡 덴버 (SBS) - 마리오
- 아르슬란 전기 (VIDEO) - 나르사스
- 알스란 전기 1기 (VIDEO) - 나르사스
- 알프스의 장미 (VIDEO) - 랜디
- 앗싸 호랑나비 - 수험생
- 영심이 (KBS) - 이우상 (영심이 형부)
- 오린의 대모험 (SBS)
- 요괴 사냥꾼 댕기 (VIDEO) - 장동수 / 악마 목소리
- 은하영웅전설 (VIDEO) - 양 웬리 / 칼 에두아르트 바이어라인 / 요펜 폰 렘샤이트 고등판무관 / 아우구스트 자무엘 바렌
- 이스 OVA (VIDEO) - 아돌
- 인어공주 (디즈니/MOVIE) - 에릭 왕자
- 윈다리아 (VIDEO) - 앨런
- 작은 숙녀 링 (KBS) - 에드워드
- 제임스 본드 2세 (SBS) - 제임스 본드 2세
- 쥐라기 월드컵 (KBS)
- 천하무적 오보트 (SBS)
- 카드캡터 체리 (SBS) - 케로베로스 (초기)
- 캐산 OVA (VIDEO) - 캐산
- 톰과 제리 극장판 (VIDEO) - 톰
- 풍운아 (VIDEO) - 아랑(코지로)
- 풍운아 천상태자 (VIDEO) - 유귀전사 구수리
- 피구왕 통키 (SBS) - 권총탄, 국정남, 민춘추, 천마
- 하빗 (VIDEO) - 현동민
- 허리케인 2017 (VIDEO) - 폴
- 허리케인 2030 (VIDEO) - 마키, 메이슨
- 홈런왕 강속구 (KBS) - 강속구

### 영화
- 12 몽키즈 (SBS) - 제프리 고인즈 (브래드 피트)
- 장군의 아들 (KBS) - 김두한 (박상민)
- 동굴속의 비밀 (SBS) - 조르쥬
- 빅 (SBS) - 조쉬 (톰 행크스)
- 미스틱 피자 (SBS)
- 굿모닝 베트남 (KBS) - 투완 (퉁 탄 트란)
- 네버 엔딩 스토리 2 (MBC) - 님블리 (마틴 음바흐)
- 죽은 시인의 사회 (KBS) - 토드 (에단 호크)
- 인디아나 존스: 미궁의 사원 (KBS) - 인도인(아르준 팬드허)
- 핀지콘티니가의 정원 (KBS)
- 원스 어폰 어 타임 인 아메리카 (KBS)
- 바람과 함께 사라지다 (KBS) - 찰스 (랜드 브룩스) / 미드의 아들 (잭키 모란) / 스튜어트(조지 리브스)
- 마이키 이야기 (SBS)
- 특종 카메라 (KBS)
- 어느 이혼녀의 고백 (KBS)
- 아이언 이글 (SBS) - 마일로 (로비 리스트)

### 외화
- 슈퍼소년 앤드류 (KBS) - 앤드류 클레멘츠 (제리 오코넬)
- 천재소년 두기 (KBS) - 두기 (닐 패트릭 해리스)
- 베이사이드의 얄개들 (SBS) - 잭
- 케빈은 12살 (KBS) - 웨인 (제이슨 허비)
- 형제전사 에이스맨 (VIDEO) - 함성용
- 전격전대 체인지맨 (VIDEO) - 오오조라 유마 / 항해사 게이터
- 초수전대 라이브맨 (VIDEO) - 김민석, 이은호, 닥터 오브라, 치부치 성인 붓치